# Furóncol
Un furóncol (popularment floronc(o)), sovint anomenat vulgarment (mal) gra, és una infecció estafilocòccica (generalment l'estafilococ daurat) d'un o diversos fol·licles pilosos que sovint produeix pus i edema inflamatori; és per tant una forma de piodermatitis. Pot aparèixer en qualsevol part de la superfície cutània proveïda de pèls, però especialment en aquelles parts del cos més exposades a fregament i a la humitat com el coll, la cara, les aixelles, les natges, els braços, les cames, les mames i les orelles. Altres patologies predisposen a patir furóncols com són l'obesitat, la diabetis, l'anèmia o alteracions del sistema immunitari.

## Epidemiologia
Pel que fa a la incidència és rar en els nens petits i es fa més habitual a mesura que ens acostem a la pubertat. És freqüent entre els adolescents i el joves afectant generalment més a l'home que a la dona. Són habituals en qualsevol època de l'any però a les nostres latituds amb una especial incidència al començament de l'hivern.

## Signes i símptomes
Es manifesta amb una pústula més o menys grossa i de color groguenc que evoluciona ràpidament vers una fol·liculitis i la formació d'un abscés amb breu necrosi. Finalment es forma una crosta en el punt de la pústula original, amb drenatge o reabsorció de pus groguenc i teixit necròtic, que generalment s'anomena clau. Es desaconsella manipular els furóncols amb els dits i les ungles per intentar-ne buidar el contingut, atès que pot facilitar l'extensió de la infecció tant en la mateixa zona com a altres més distants. A més, algunes localitzacions facials comporten una perillositat addicional pel fet que el drenatge vers als vasos sanguinis que duen sang al cervell pot provocar alteracions neurològiques greus.

## Tractament
El tractament es basa en l'administració local d'antisèptics i antibiòtics bàsicament perquè no s'estengui la infecció. L'aplicació de calor local fa que la lesió maduri més ràpidament i supuri de manera espontània. Si l'acumulació de pus és considerable, pot ser convenient practicar una incisió per drenar-lo i sempre realitzat per personal sanitari especialitzat. Si l'aparició de furóncols esdevé crònica caldrà establir un antibiograma dels bacteris per determinar un antibiòtic específic que s'administrarà per via sistèmica durant un període d'una tres mesos.